# 沃尔图拉拉-阿普拉
沃尔图拉拉-阿普拉（義大利語：Volturara Appula），是意大利福贾省的一个市镇。总面积51.88平方公里，人口497人，人口密度9.6人/平方公里（2009年）。ISTAT代码为071061。